# Filmgruppe 16
 Der er for få eller ingen kildehenvisninger i denne artikel, hvilket er et problem. Du kan hjælpe ved at angive troværdige kilder til de påstande, som fremføres i artiklen.

Filmgruppe 16 (1964 – 1980) er en organisation, der blev etableret i 1964 af en gruppe unge mennesker, der var bidt af film, og som havde ambitioner om at skabe en "ny bølge" i amatørfilmens verden. Tallet ’16’ refererede til 16mm filmformatet, som i amatørsammenhænge var det optimale filmformat. Formålet var at producere film af høj kvalitet indholdsmæssigt og teknisk, uden et kommercielt sigte.
Gruppens film afspejler periodens kulturelle og politiske strømninger i personlige og eksperimentelle fortælleformer. Desuden producerede gruppen også en række klassiske portrætfilm om danske forfattere til Det kongelige Bibliotek.
Filmgruppe 16 var et privat initiativ, men samtidig et tidligt eksempel på den demokratiseringsproces af medierne, der i halvfjerserne affødte rækken af offentligt finansierede film- og videoværksteder. 
Når man var optaget som medlem og betalte 50,00 kroner om måneden fik man mulighed for at lære filmhåndværket. Det var muligt, fordi der i medlemsskaren både var etablerede og autodidakte kortfilmfolk, filmstuderende, samt entusiastiske unge mennesker der ønskede at fortælle historier, og fordi alle hjalp hinanden. Flere medlemmer med teknisk snilde byggede filmgruppens eget klippebord, perf-maskine, kopieringsmaskine, blimp mv.
For en lang række af medlemmerne blev filmgruppen et springbræt til en karriere i film-, tv- og mediebranchen. Mest kendt blev Lars von Trier og dokumentaristen Ole Henning Hansen.
Filmgruppen holdt til i et 100 kvm stort kælderlokale i Hvidovre og blev støttet af Hvidovre Kommune i over 10 år.
I filmgruppens regi blev der produceret henved 25 film. 